# Lijst van rijksmonumenten in Culemborg
De plaats Culemborg telt 108 inschrijvingen in het rijksmonumentenregister. Hieronder een overzicht. 
| Object | Oorspronkelijke functie?     | Bouwjaar                                           | Architect             | Locatie                                              | Coördinaten?                  | Nr.?   | Afbeelding |
| --- | ---------------------------- | -------------------------------------------------- | --------------------- | ---------------------------------------------------- | ----------------------------- | ------ | --- |
| Lutherse Kerk | Kerk en kerkonderdeel        | 1839 (herbouwd)                                    |                       | Achterstraat 2                                       | 51° 57' 30" NB, 5° 13' 23" OL | 11525  | Meer afbeeldingen                                                                                               |
| Huis met verdieping, gepleisterde gevel en aan de zuidzijde een trapgevel                                                               | Gasthuis, later bedrijfspand | late middeleeuwen                                  |                       | Achterstraat 6                                       | 51° 57' 30" NB, 5° 13' 23" OL | 11526  | Meer afbeeldingen                                                                                               |
| Pand met afgeknotte trapgevel van het Zuid-Hollandse type met geprofileerde ontlastingsbogen op consoles, waterlijst en drie sierankers | Woonhuis                     | eerste kwart 17e eeuw                              |                       | Achterstraat 28                                      | 51° 57' 33" NB, 5° 13' 22" OL | 11527  | Meer afbeeldingen                                                                                               |
| Pand met afgeknotte trapgevel van het Zuid-Hollandse type                                                                               | Woonhuis                     | eerste kwart 17e eeuw                              |                       | Achterstraat 30                                      | 51° 57' 33" NB, 5° 13' 22" OL | 11528  | Meer afbeeldingen                                                                                               |
| Huis met verdieping en hoog zadeldak met links topgevel op gerende plattegrond                                                          | Woonhuis                     | late middeleeuwen                                  |                       | Binnenpoort 2                                        | 51° 57' 23" NB, 5° 13' 34" OL | 11530  | Meer afbeeldingen                                                                                               |
| Tussen nr 2 en de Binnenpoort pand met verdieping en zadeldak                                                                           | Bedrijfspand met woonhuis    | late middeleeuwen                                  |                       | Binnenpoort bij 2                                    | 51° 57' 23" NB, 5° 13' 34" OL | 11531  | Tussen nr 2 en de Binnenpoort pand met verdieping en zadeldak                                                   |
| Binnenpoort 6, pand met verdieping | Woonhuis                     | ca. 1600                                           |                       | Binnenpoort 6                                        | 51° 57' 22" NB, 5° 13' 35" OL | 11532  | Meer afbeeldingen                                                                                               |
| Herenhuis met verdieping en eenvoudige lijstgevel                                                                                       | Woonhuis                     | 1858                                               |                       | Everwijnstraat 1                                     | 51° 57' 24" NB, 5° 13' 28" OL | 11533  | Meer afbeeldingen                                                                                               |
| Langgerekt pand, bestaande uit vier woningen, genaamd: Caffagne of Convanje                                                             | Overheidsgebouw              | 1549                                               |                       | Everwijnstraat 3                                     | 51° 57' 23" NB, 5° 13' 29" OL | 11534  | Meer afbeeldingen                                                                                               |
| Pand ter breedte van vijf vensterassen en met verdieping                                                                                | Woonhuis                     | mogelijk late middeleeuwen                         |                       | Everwijnstraat 25                                    | 51° 57' 23" NB, 5° 13' 33" OL | 11535  | Meer afbeeldingen                                                                                               |
| Pand op de hoek van de binnenpoort | Woonhuis                     | late middeleeuwen                                  |                       | Everwijnstraat 27                                    | 51° 57' 23" NB, 5° 13' 33" OL | 11536  | Meer afbeeldingen                                                                                               |
| Pand van begane-grond met hoog zadeldak, dat links tegen een puntgevel aansluit                                                         | Woonhuis                     | 16e of 17e eeuw                                    |                       | Goilberdingerstraat 3                                | 51° 57' 29" NB, 5° 13' 22" OL | 11537  | Meer afbeeldingen                                                                                               |
| Pand met begane-grond met hoog zadeldak, evenwijdig aan de straat tussen trapgevels, waarvan de linker verminkt                         | Woonhuis                     | late middeleeuwen                                  |                       | Goilberdingerstraat 6                                | 51° 57' 29" NB, 5° 13' 22" OL | 11538  | Pand met begane-grond met hoog zadeldak, evenwijdig aan de straat tussen trapgevels, waarvan de linker verminkt |
| Pand met verdieping en zadeldak tussen puntgevels                                                                                       | Woonhuis                     | 17e eeuw                                           |                       | Goilberdingerstraat 15                               | 51° 57' 29" NB, 5° 13' 20" OL | 11539  | Meer afbeeldingen                                                                                               |
| Pand met verdieping en zadeldak, evenwijdig aan de straat tussen trapgevels                                                             | Woonhuis                     | 1553                                               |                       | Grote Kerkstraat 11                                  | 51° 57' 26" NB, 5° 13' 35" OL | 11540  | Meer afbeeldingen                                                                                               |
| Gepleisterd herenhuis met verdieping en omlopend schilddak                                                                              | Woonhuis                     | 16e of 17e eeuw                                    |                       | Grote Kerkstraat 17                                  | 51° 57' 27" NB, 5° 13' 36" OL | 11541  | Gepleisterd herenhuis met verdieping en omlopend schilddak                                                      |
| Langgerekt bakstenen gebouw onder schilddak                                                                                             | Onderwijs en wetenschap      | 1846                                               |                       | Havendijk 1                                          | 51° 57' 34" NB, 5° 13' 23" OL | 11542  | Meer afbeeldingen                                                                                               |
| Pand met verdieping en rechts een hoge trapgevel, laatmiddeleeuws                                                                       | Woonhuis                     | late middeleeuwen                                  |                       | Havendijk 8                                          | 51° 57' 35" NB, 5° 13' 21" OL | 11543  | Meer afbeeldingen                                                                                               |
| Vishal | Handel en kantoor            | laatste kwart 18e eeuw                             |                       | Havendijk bij 6                                      | 51° 57' 35" NB, 5° 13' 22" OL | 11544  | Meer afbeeldingen                                                                                               |
| Elisabethweeshuis | Weeshuis                     | tussen 1557 en 1560                                |                       | Herenstraat 29                                       | 51° 57' 27" NB, 5° 13' 26" OL | 11545  | Meer afbeeldingen                                                                                               |
| Refugie van de Abdij van Marienwaard | Refugie van de Abdij         | late middeleeuwen                                  |                       | Herenstraat 29A                                      | 51° 57' 26" NB, 5° 13' 25" OL | 11546  | Refugie van de Abdij van Marienwaard                                                                            |
| Pand met verdieping en hoog zadeldak tussen puntgevels                                                                                  | Woonhuis                     | late middeleeuwen                                  |                       | Herenstraat 37                                       | 51° 57' 26" NB, 5° 13' 27" OL | 11547  | Meer afbeeldingen                                                                                               |
| Synagoge | Kerk en kerkonderdeel        | 1867-'68                                           | J.Sillevis            | Jodenkerkstraat 5                                    | 51° 57' 22" NB, 5° 13' 38" OL | 11548  | Meer afbeeldingen                                                                                               |
| Gaaf bewaard herenhuis | Woonhuis                     | 1856                                               |                       | Kattenstraat 20                                      | 51° 57' 30" NB, 5° 13' 25" OL | 11549  | Meer afbeeldingen                                                                                               |
| Pand met verdieping en zadeldak tussen trapgevels                                                                                       | Woonhuis                     | 16e of 17e eeuw                                    |                       | Kleine Kerkstraat 3                                  | 51° 57' 28" NB, 5° 13' 32" OL | 11550  | Pand met verdieping en zadeldak tussen trapgevels                                                               |
| Grote of Sint-Barbarakerk | Kerk en kerkonderdeel        | 15e eeuw                                           |                       | Grote Kerkstraat 4                                   | 51° 57' 27" NB, 5° 13' 35" OL | 11551  | Meer afbeeldingen                                                                                               |
| Kerktoren Grote kerk | Kerk en kerkonderdeel        | eerste kwart 14e eeuw                              |                       | Kromme Elleboogsteeg 3                               | 51° 57' 27" NB, 5° 13' 34" OL | 11553  | Kerktoren Grote kerk                                                                                            |
| Lanxmeerpoort (Binnenpoort) | Fort, vesting en onderdelen  | 14e eeuw                                           |                       | Binnenpoort 1                                        | 51° 57' 23" NB, 5° 13' 34" OL | 11554  | Meer afbeeldingen                                                                                               |
| Stadhuis | Bestuursgebouw en onderdelen | 1534-1539                                          | Rombout II Keldermans | Markt 1                                              | 51° 57' 29" NB, 5° 13' 28" OL | 11556  | Meer afbeeldingen                                                                                               |
| Pand met eenvoudige tuitgevel, afgedekt met een rollaag en met zijdekplaten                                                             | Woonhuis                     | 17e eeuw                                           |                       | Markt 7                                              | 51° 57' 29" NB, 5° 13' 28" OL | 11557  | Meer afbeeldingen                                                                                               |
| Smal pandje | Woonhuis                     | 17e eeuw                                           |                       | Markt bij 9                                          | 51° 57' 28" NB, 5° 13' 28" OL | 11558  | Meer afbeeldingen                                                                                               |
| Pand met rijk behandelde renaissancegevel, gedateerd in cartouches in de top                                                            | Woonhuis                     | 1549                                               |                       | Markt 11                                             | 51° 57' 28" NB, 5° 13' 28" OL | 11559  | Meer afbeeldingen                                                                                               |
| In den Keyser | Woonhuis                     | midden 16e eeuw (bouw) 1717 (verbouw)              |                       | Markt 13                                             | 51° 57' 28" NB, 5° 13' 29" OL | 11560  | Meer afbeeldingen                                                                                               |
| Pand op de hoek van het Vierheemskinderenstraatje                                                                                       | Woonhuis                     | late middeleeuwen                                  |                       | Markt 19                                             | 51° 57' 27" NB, 5° 13' 30" OL | 11561  | Meer afbeeldingen                                                                                               |
| Pand, dat aan de achterzijde een trapgevel bezit                                                                                        | Woonhuis                     | waarschijnlijk 16e eeuw                            |                       | Markt 23                                             | 51° 57' 27" NB, 5° 13' 30" OL | 11562  | Meer afbeeldingen                                                                                               |
| Pand met verdieping en hoog zadeldak, aan de achterzijde afgesloten door een trapgevel                                                  | Woonhuis                     | late middeleeuwen                                  |                       | Markt 33                                             | 51° 57' 26" NB, 5° 13' 30" OL | 11563  | Meer afbeeldingen                                                                                               |
| Pand op de hoek van het koestraatje | Woonhuis                     | waarschijnlijk 17e eeuw                            |                       | Markt 2                                              | 51° 57' 29" NB, 5° 13' 30" OL | 11564  | Meer afbeeldingen                                                                                               |
| Pand met verdieping en hoog zadeldak, evenwijdig aan de markt tussen puntgevels gewijzigde trapgevels                                   | Woonhuis                     | waarschijnlijk tweede kwart 16e eeuw               |                       | Markt 6                                              | 51° 57' 29" NB, 5° 13' 30" OL | 11565  | Pand met verdieping en hoog zadeldak, evenwijdig aan de markt tussen puntgevels gewijzigde trapgevels           |
| Breed pand met verdieping en monumentaal zadeldak, evenwijdig aan de markt en gevat tussen trapgevels                                   | Woonhuis                     | tweede helft 16e of eerste helft 17e eeuw          |                       | Markt 8                                              | 51° 57' 29" NB, 5° 13' 31" OL | 11566  | Meer afbeeldingen                                                                                               |
| Pand met verdieping en zadeldak evenwijdig aan de Markt tussen puntgevels                                                               | Woonhuis                     | mogelijke late middeleeuwen                        |                       | Markt 12                                             | 51° 57' 28" NB, 5° 13' 31" OL | 11567  | Meer afbeeldingen                                                                                               |
| Pand op de hoek van de kleine kerkstraat met verdieping en half schilddak                                                               | Woonhuis                     | 19e eeuw                                           |                       | Markt 14                                             | 51° 57' 28" NB, 5° 13' 31" OL | 11568  | Meer afbeeldingen                                                                                               |
| Pand met verdieping onder een fraai schilddak met het buurnummer 26                                                                     | Woonhuis                     | late middeleeuwen                                  |                       | Markt 24                                             | 51° 57' 27" NB, 5° 13' 32" OL | 11569  | Meer afbeeldingen                                                                                               |
| Pand met verdieping onder een fraai schilddak met het buurnummer 24                                                                     | Woonhuis                     | late middeleeuwen                                  |                       | Markt 26                                             | 51° 57' 27" NB, 5° 13' 32" OL | 11570  | Meer afbeeldingen                                                                                               |
| Pand met verdieping onder een hoog schilddak met het buurnummer 30                                                                      | Woonhuis                     | late middeleeuwen                                  |                       | Markt 28                                             | 51° 57' 27" NB, 5° 13' 32" OL | 11571  | Meer afbeeldingen                                                                                               |
| Pand met verdieping onder een hoog schilddak met het buurnummer 28                                                                      | Woonhuis                     | late middeleeuwen                                  |                       | Markt 30                                             | 51° 57' 27" NB, 5° 13' 32" OL | 11572  | Meer afbeeldingen                                                                                               |
| Pand, waarvan de gevel ingezwenkte zijkanten en een 19e-eeuwse kroonlijst heeft                                                         | Woonhuis                     | late middeleeuwen                                  |                       | Markt 32                                             | 51° 57' 26" NB, 5° 13' 32" OL | 11573  | Meer afbeeldingen                                                                                               |
| Pand met zadeldak tussen trapgevel, evenwijdig aan de markt                                                                             | Woonhuis                     | late middeleeuwen                                  |                       | Markt 42                                             | 51° 57' 25" NB, 5° 13' 33" OL | 11574  | Meer afbeeldingen                                                                                               |
| Pand met eenvoudige trapgevel, bekroond door een gebogen fronton                                                                        | Woonhuis                     | 17e eeuw                                           |                       | Markt 44                                             | 51° 57' 25" NB, 5° 13' 33" OL | 11575  | Meer afbeeldingen                                                                                               |
| Rooms-Katholieke Barbarakerk | Kerk en kerkonderdeel        | 1886                                               |                       | Markt 50                                             | 51° 57' 25" NB, 5° 13' 35" OL | 11576  | Meer afbeeldingen                                                                                               |
| Hoekpand met verdieping en zadeldak, evenwijdig aan de Markt. Gesausde gevels                                                           | Woonhuis                     | mogelijk 17e eeuw                                  |                       | Markt 52                                             | 51° 57' 24" NB, 5° 13' 34" OL | 11577  | Meer afbeeldingen                                                                                               |
| Speelhuis met verdieping en dwars zadeldak tussen trapgevels                                                                            | Woonhuis                     | vroeg 17e eeuw                                     |                       | Molenwal 32                                          | 51° 57' 16" NB, 5° 13' 27" OL | 11578  | Speelhuis met verdieping en dwars zadeldak tussen trapgevels                                                    |
| Pand met hoog zadeldak tussen trapgevels                                                                                                | Woonhuis                     | tweede helft 15e eeuw                              |                       | Oude Vismarkt 7                                      | 51° 57' 30" NB, 5° 13' 30" OL | 11579  | Pand met hoog zadeldak tussen trapgevels                                                                        |
| Johanna | Industrie- en poldermolen    | 1888                                               |                       | Prijsseweg bij 2                                     | 51° 56' 60" NB, 5° 12' 59" OL | 11580  | Meer afbeeldingen                                                                                               |
| Hoekpand met verdieping, schilddak en eenvoudige lijstgevel. Deuromlijsting met pilasters en bovenlicht                                 | Woonhuis                     | eerste helft 19e eeuw                              |                       | Ridderstraat 2                                       | 51° 57' 32" NB, 5° 13' 31" OL | 11581  | Hoekpand met verdieping, schilddak en eenvoudige lijstgevel. Deuromlijsting met pilasters en bovenlicht         |
| Pand met verdieping en zadeldak, evenwijdig aan de straat                                                                               | Woonhuis                     | 18e eeuw                                           |                       | Ridderstraat 4                                       | 51° 57' 32" NB, 5° 13' 31" OL | 11582  | Pand met verdieping en zadeldak, evenwijdig aan de straat                                                       |
| Pand met verdieping en hoog zadeldak, evenwijdig aan de straat tussen trapgevels met ezelsrugafdekkingen                                | Woonhuis                     | laat 16e eeuw                                      |                       | Ridderstraat 184                                     | 51° 57' 29" NB, 5° 13' 35" OL | 11583  | Meer afbeeldingen                                                                                               |
| Breed herenhuis met verdieping en omlopend schilddak                                                                                    | Woonhuis                     | tweede kwart 19e eeuw                              |                       | Ridderstraat 186                                     | 51° 57' 29" NB, 5° 13' 35" OL | 11584  | Meer afbeeldingen                                                                                               |
| Twee panden, die bij een restauratie tot een woonhuis verenigd werden                                                                   | Woonhuis                     | late middeleeuwen                                  |                       | Ridderstraat 188                                     | 51° 57' 29" NB, 5° 13' 36" OL | 11585  | Meer afbeeldingen                                                                                               |
| Pand onder een dak en kroonlijst met een buurnummer 6                                                                                   | Woonhuis                     | derde kwart 19e eeuw                               |                       | Slotstraat 4                                         | 51° 57' 32" NB, 5° 13' 29" OL | 11586  | Meer afbeeldingen                                                                                               |
| Pand onder een dak en kroonlijst met het buurnummer 4                                                                                   | Woonhuis                     | derde kwart 19e eeuw                               |                       | Slotstraat 6                                         | 51° 57' 32" NB, 5° 13' 29" OL | 11587  | Meer afbeeldingen                                                                                               |
| Huis op de hoek van de Lange Meent met verdieping en schilddak, aan de achterzijde afgesloten door een puntgevel                        | Woonhuis                     | late middeleeuwen                                  |                       | Slotstraat 8                                         | 51° 57' 32" NB, 5° 13' 29" OL | 11588  | Meer afbeeldingen                                                                                               |
| Stadhouders- of Drostenhuis | Woonhuis                     | 15e eeuw                                           |                       | Slotstraat 10                                        | 51° 57' 33" NB, 5° 13' 30" OL | 11589  | Meer afbeeldingen                                                                                               |
| Breed pand met verdieping, vroeger onderdeel van het Drostenhuis                                                                        | Woonhuis                     | ca. 1500 (rechterdeel)                             |                       | Slotstraat 12                                        | 51° 57' 33" NB, 5° 13' 31" OL | 11590  | Meer afbeeldingen                                                                                               |
| Tuinkoepel | Tuinkoepel                   | 1846                                               |                       | Slotstraat bij 22                                    | 51° 57' 35" NB, 5° 13' 32" OL | 11591  | Meer afbeeldingen                                                                                               |
| Pand met verdieping en schilddak | Woonhuis                     | laat 16e eeuw                                      |                       | Tollenstraat 1                                       | 51° 57' 32" NB, 5° 13' 28" OL | 11593  | Meer afbeeldingen                                                                                               |
| Pand met verdieping onder schilddak gedekt met pannen                                                                                   | Woonhuis                     | vroeg 17e eeuw                                     |                       | Tollenstraat 3                                       | 51° 57' 32" NB, 5° 13' 28" OL | 11594  | Meer afbeeldingen                                                                                               |
| Oud-Katholieke Parochie van de H.H. Barbara en Antonius                                                                                 | Kerk en kerkonderdeel        | 1836                                               |                       | Varkensmarkt 18                                      | 51° 57' 20" NB, 5° 13' 35" OL | 11595  | Meer afbeeldingen                                                                                               |
| Pastorie Oud-Katholieke Parochie van de H.H. Barbara en Antonius                                                                        | Pastorie                     | ca. 1840                                           |                       | Varkensmarkt 20                                      | 51° 57' 20" NB, 5° 13' 35" OL | 11596  | Meer afbeeldingen                                                                                               |
| Pand met monumentale trapgevel van het Zuid-Hollandse type                                                                              | Woonhuis                     | ca. 1600                                           |                       | Zandstraat 9                                         | 51° 57' 18" NB, 5° 13' 36" OL | 11598  | Meer afbeeldingen                                                                                               |
| Pand met gevel van Zuid-Hollandse type                                                                                                  | Woonhuis                     | ca. 1600                                           |                       | Zandstraat 23                                        | 51° 57' 17" NB, 5° 13' 37" OL | 11599  | Meer afbeeldingen                                                                                               |
| Dwarshuis met hoog zadeldak, aan de zuidzijde door een trapgevel afgesloten                                                             | Woonhuis                     | late middeleeuwen                                  |                       | Zandstraat 39                                        | 51° 57' 16" NB, 5° 13' 39" OL | 11600  | Dwarshuis met hoog zadeldak, aan de zuidzijde door een trapgevel afgesloten                                     |
| Pand onder hoog, pannen schilddak | Woonhuis                     | 17e eeuw                                           |                       | Zandstraat 46                                        | 51° 57' 16" NB, 5° 13' 41" OL | 11601  | Meer afbeeldingen                                                                                               |
| Restant ommuring | Stadsmuur                    | 14e eeuw                                           |                       | Everwijnstraat 11                                    | 51° 57' 23" NB, 5° 13' 30" OL | 11602  | Meer afbeeldingen                                                                                               |
| Restant ommuring | Open verdedigingswerk        | 14e eeuw                                           |                       | Herenstraat bij 39                                   | 51° 57' 24" NB, 5° 13' 25" OL | 11603  | Restant ommuring                                                                                                |
| Restant ommuring | Stadsmuur                    | 14e eeuw                                           |                       | Ommuring Het Hof                                     | 51° 56' 58" NB, 5° 13' 23" OL | 11604  | Restant ommuring                                                                                                |
| Restant ommuring | Stadsmuur                    | 14e eeuw                                           |                       | Ommuring Het Hof                                     | 51° 56' 58" NB, 5° 13' 23" OL | 11605  | Meer afbeeldingen                                                                                               |
| Muurfragment | Open verdedigingswerk        |                                                    |                       | Herenstraat 29                                       | 51° 57' 26" NB, 5° 13' 20" OL | 11606  | Muurfragment |
| Restant stadsmuur | Stadsmuur                    | 14e eeuw                                           |                       | Ridderstraat bij 190                                 | 51° 57' 29" NB, 5° 13' 37" OL | 11607  | Meer afbeeldingen                                                                                               |
| Restant stadsmuur | Omwalling                    | 14e eeuw                                           |                       | Ridderstraat bij 190                                 | 51° 57' 29" NB, 5° 13' 37" OL | 11608  | Restant stadsmuur                                                                                               |
| Restant stadsmuur | Stadsmuur                    | 14e eeuw                                           |                       | Ridderstraat 194                                     | 51° 57' 28" NB, 5° 13' 37" OL | 11609  | Meer afbeeldingen                                                                                               |
| Restant stadsmuur | Stadsmuur                    | 14e eeuw                                           |                       | Ridderstraat 196                                     | 51° 57' 28" NB, 5° 13' 37" OL | 11610  | Meer afbeeldingen                                                                                               |
| Kasteel Culemborg | Kasteel, buitenplaats        | 14e eeuw                                           |                       | Het Voorburg bij 1                                   | 51° 57' 36" NB, 5° 13' 31" OL | 11611  | Meer afbeeldingen                                                                                               |
| Gebeeldhouwde, hardstenen limietpaal met opschriften                                                                                    | Grenspaal                    | 1786                                               |                       | Beusichemsedijk bij 20                               | 51° 57' 49" NB, 5° 15' 38" OL | 11612  | Meer afbeeldingen                                                                                               |
| Brug over de schoteldoekshaven met balusterleuningen                                                                                    | Brug                         |                                                    |                       | Havendijk bij 6                                      | 51° 57' 34" NB, 5° 13' 22" OL | 11613  | Brug over de schoteldoekshaven met balusterleuningen                                                            |
| Stadsgracht | Gracht                       |                                                    |                       | Stadsgracht rond 3-delige binnenstad                 | 51° 57' 23" NB, 5° 13' 23" OL | 11614  | Stadsgracht |
| Stadspomp | Straatmeubilair              | 1718                                               |                       | Markt bij 10                                         | 51° 57' 30" NB, 5° 13' 29" OL | 11615  | Meer afbeeldingen                                                                                               |
| Zandstenen pomp | Straatmeubilair              | 1719                                               |                       | Markt bij 34                                         | 51° 57' 30" NB, 5° 13' 29" OL | 11616  | Zandstenen pomp                                                                                                 |
| Bakstenen pomp | Straatmeubilair              | 18e eeuw                                           |                       | Varkensmarkt bij 10                                  | 51° 57' 20" NB, 5° 13' 34" OL | 11617  | Meer afbeeldingen                                                                                               |
| Overblijfselen kapel | Kapel                        | 1492                                               |                       | Zandstraat bij 23                                    | 51° 57' 17" NB, 5° 13' 37" OL | 11618  | Meer afbeeldingen                                                                                               |
| Bakstenen pomp | Straatmeubilair              | 18e eeuw                                           |                       | Zandstraat bij 33                                    | 51° 57' 13" NB, 5° 13' 42" OL | 11619  | Bakstenen pomp                                                                                                  |
| De Hoop | Industrie- en poldermolen    | 1853/1854                                          |                       | 't Jach 3                                            | 51° 57' 20" NB, 5° 13' 27" OL | 451862 | Meer afbeeldingen                                                                                               |
| Houten boerderij met schuur | Boerderij                    | eerste helft 20e eeuw                              |                       | Goilberdingerdijk 37                                 | 51° 57' 30" NB, 5° 11' 43" OL | 508221 | Upload foto |
| Huize De Sleutel | Boerderij                    | 1885                                               |                       | Lange Dreef 35                                       | 51° 57' 45" NB, 5° 14' 27" OL | 523133 | Huize De Sleutel                                                                                                |
| Voormalig schakelhuis met tuinhek | Nutsbedrijf                  | ca. 1925                                           | Hendrik Fels          | Lanxmeersestraat bij 3                               | 51° 57' 7" NB, 5° 13' 46" OL  | 523134 | Voormalig schakelhuis met tuinhek                                                                               |
| Poort | Fort, vesting en onderdelen  | 1853-1868                                          |                       | Ridderstraat bij 202                                 | 51° 57' 27" NB, 5° 13' 38" OL | 523135 | Meer afbeeldingen                                                                                               |
| Herenhuis | Woonhuis                     | 1895                                               | Gijsbartus Prins      | Tollenstraat 15                                      | 51° 57' 32" NB, 5° 13' 27" OL | 523136 | Herenhuis |
| Herenhuis | Woonhuis                     | 1895                                               |                       | Slotstraat 18                                        | 51° 57' 33" NB, 5° 13' 32" OL | 523137 | Herenhuis |
| Reclame muurschildering | Straatmeubilair              | 1925                                               |                       | Tollenstraat 36                                      | 51° 57' 33" NB, 5° 13' 23" OL | 523138 | Meer afbeeldingen                                                                                               |
| Herenhuis met stoep en stoeppalen | Woonhuis                     | ca. 1865                                           |                       | Varkensmarkt 9                                       | 51° 57' 20" NB, 5° 13' 33" OL | 523139 | Meer afbeeldingen                                                                                               |
| Rijkspeilschaal | Waterweg, werf en haven      | 1880-1900                                          |                       | Veerweg 1                                            | 51° 57' 40" NB, 5° 13' 7" OL  | 523140 | Meer afbeeldingen                                                                                               |
| Reclamemuurschildering voor Graaf Egbert Sigaren                                                                                        | Straatmeubilair              | 1900-1925                                          |                       | Veerweg 78                                           | 51° 57' 39" NB, 5° 13' 7" OL  | 523141 | Meer afbeeldingen                                                                                               |
| Hoekpand met twee woningen, koetshuis en winkel                                                                                         | Werk-woonhuis                | 1895                                               |                       | Visstraat 1                                          | 51° 57' 35" NB, 5° 13' 22" OL | 523142 | Meer afbeeldingen                                                                                               |
| Villa met tuinhek | Woonhuis                     | 1891                                               |                       | Het Voorburg 1                                       | 51° 57' 34" NB, 5° 13' 35" OL | 523143 | Meer afbeeldingen                                                                                               |
| Herenhuis met tuinhek | Woonhuis                     | 1892                                               | Gijsbartus Prins      | Het Voorburg 8                                       | 51° 57' 35" NB, 5° 13' 36" OL | 523144 | Herenhuis met tuinhek                                                                                           |
| Villa met hekwerken | Woonhuis                     | 1908                                               | Lambert de Vries      | Waldeck Pyrmontdreef 3                               | 51° 57' 37" NB, 5° 13' 41" OL | 523145 | Villa met hekwerken                                                                                             |
| De Bol op Redichem | Kasteel, buitenplaats        | 1888                                               |                       | Beusichemsedijk 15                                   | 51° 58' 12" NB, 5° 14' 45" OL | 529929 | Meer afbeeldingen                                                                                               |
| De Bol op Redichem | Tuin, park en plantsoen      | 1800                                               |                       | Beusichemsedijk bij 15                               | 51° 58' 6" NB, 5° 14' 48" OL  | 529930 | Upload foto |
| Nieuwe Hollandse Waterlinie Cluster 501 Fort Everdingen: Fortaanleg met aardwerken                                                      | Fort, vesting en -onderdl    | 1842-1847, 1873-1880                               |                       | Noodweg 2                                            | 51° 57' 44" NB, 5° 10' 28" OL | 531651 | Meer afbeeldingen                                                                                               |
| Fort Everdingen: Toren D | Militair wachtgebouw         | 1842-1847                                          |                       | Bij Noodweg 2                                        | 51° 57' 44" NB, 5° 10' 31" OL | 531652 | Meer afbeeldingen                                                                                               |
| Fort Everdingen: Contrescarpgalerij C met toegangspoterne                                                                               | Fort, vesting en -onderdl    | 1873-1880                                          |                       | Bij Noodweg 2                                        | 51° 57' 45" NB, 5° 10' 30" OL | 531653 | Meer afbeeldingen                                                                                               |
| Fort Everdingen: Remise met schuil- en bergplaatsen A1 (noordoostbastion)                                                               | Bomvrij militair object      | 1880                                               |                       | Bij Noodweg 2                                        | 51° 57' 46" NB, 5° 10' 37" OL | 531654 | Meer afbeeldingen                                                                                               |
| Fort Everdingen: Remise met schuil- en bergplaatsen A2 (zuidoostbastion)                                                                | Bomvrij militair object      | 1880                                               |                       | Bij Noodweg 2                                        | 51° 57' 40" NB, 5° 10' 32" OL | 531655 | Meer afbeeldingen                                                                                               |
| Fort Everdingen: Verbruiksmagazijn B1                                                                                                   | Bomvrij militair object      | 1880                                               |                       | Bij Noodweg 2                                        | 51° 57' 45" NB, 5° 10' 39" OL | 531656 | Upload foto |
| Fort Everdingen: Verbruiksmagazijn B2                                                                                                   | Bomvrij militair object      | 1880                                               |                       | Bij Noodweg 2                                        | 51° 57' 43" NB, 5° 10' 34" OL | 531657 | Meer afbeeldingen                                                                                               |
| Fort Everdingen: Verbruiksmagazijn B3                                                                                                   | Bomvrij militair object      | 1880                                               |                       | Bij Noodweg 2                                        | 51° 57' 39" NB, 5° 10' 33" OL | 531658 | Upload foto |
| Fort Everdingen: Groepsschuilplaatsen type P                                                                                            | Bomvrij militair object      | 1939-1940                                          |                       | Bij Noodweg 2                                        | 51° 57' 47" NB, 5° 10' 32" OL | 531659 | Upload foto |
| Fort Everdingen: Complete Gietstalen koepelkazemat type G                                                                               | Kazemat                      | 1936-1940                                          |                       | Bij Noodweg 2                                        | 51° 57' 38" NB, 5° 10' 34" OL | 531663 | Meer afbeeldingen                                                                                               |
| Fort Everdingen: Inundatiesluis met schotbalkkering, beer en loopbrug                                                                   | Fort, vesting en -onderdl    | 1875                                               |                       | Bij Noodweg 2                                        | 51° 57' 42" NB, 5° 10' 37" OL | 531664 | Meer afbeeldingen                                                                                               |
| Fort Everdingen: Inundatiesluis met schotbalkkering                                                                                     | Fort, vesting en -onderdl    | 1875                                               |                       | Bij Noodweg 2                                        | 51° 57' 36" NB, 5° 10' 34" OL | 531666 | Meer afbeeldingen                                                                                               |
| Fort Everdingen: Houten loods D4 (noordoostelijk van toren)                                                                             | Fort, vesting en -onderdl    | 1880                                               |                       | Bij Noodweg 2                                        | 51° 57' 45" NB, 5° 10' 34" OL | 532024 | Upload foto |
| Nieuwe Hollandse Waterlinie Cluster 502 Rond Fort Everdingen: Schuilplaatsen type 1918/I                                                | Bomvrij militair object      | 1914-1918                                          |                       | Goilberdingerdijk                                    | 51° 57' 51" NB, 5° 10' 52" OL | 531692 | Upload foto |
| Rond Fort Everdingen: Schuilplaatsen type 1918/II                                                                                       | Bomvrij militair object      | 1914-1918                                          |                       | Goilberdingerdijk                                    | 51° 57' 38" NB, 5° 10' 41" OL | 531693 | Meer afbeeldingen                                                                                               |
| Rond Fort Everdingen: Greopsschuilplaatsen type P                                                                                       | Bomvrij militair object      | 1939-1940                                          |                       | Goilberdingerdijk / Diefdijk                         | 51° 57' 48" NB, 5° 11' 0" OL  | 531694 | Meer afbeeldingen                                                                                               |
| Rond Fort Everdingen: Betonblokken van gietstalen koepelkazematten type G                                                               | Kazemat                      | 1939-1940                                          |                       | Diefdijk                                             | 51° 57' 26" NB, 5° 10' 18" OL | 531695 | Upload foto |
| Rond Fort Everdingen: Betonblok van tankversperring                                                                                     | Bomvrij militair object      | 1935-1940                                          |                       | Bij Goilberdingerdijk 45                             | 51° 57' 35" NB, 5° 11' 2" OL  | 531698 | Meer afbeeldingen                                                                                               |
| Nieuwe Hollandse Waterlinie Cluster 503 Werk aan het Spoel: Fortaanleg en aardwerken                                                    | Fort, vesting en -onderdl    | 1875-1880                                          |                       | Goilberdingerdijk 40                                 | 51° 57' 32" NB, 5° 11' 27" OL | 531713 | Meer afbeeldingen                                                                                               |
| Werk aan het Spoel: Bomvrij gebouw A | Bomvrij militair object      | 1875-1880                                          |                       | Goilberdingerdijk 40                                 | 51° 57' 36" NB, 5° 11' 26" OL | 531714 | Meer afbeeldingen                                                                                               |
| Werk aan het Spoel: Fortwachterswoning                                                                                                  | Militair verblijfsgebouw     | tweede helft van de 19de eeuw, aangepast rond 1925 |                       | Goilberdingerdijk 40                                 | 51° 57' 33" NB, 5° 11' 25" OL | 531715 | Meer afbeeldingen                                                                                               |
| Werk aan het Spoel: Bomvrij gebouw D | Bomvrij militair object      | 1875-1880                                          |                       | Goilberdingerdijk 40                                 | 51° 57' 30" NB, 5° 11' 24" OL | 531716 | Meer afbeeldingen                                                                                               |
| Werk aan het Spoel: Groepsschuilplaatsen type P                                                                                         | Bomvrij militair object      | 1939-1940                                          |                       | Bij Goilberdingerdijk 40                             | 51° 57' 26" NB, 5° 11' 18" OL | 531717 | Meer afbeeldingen                                                                                               |
| Werk aan het Spoel: Kogelpoort / restant schietbaan                                                                                     | Fort, vesting en -onderdl    | 1939                                               |                       | Bij Goilberdingerdijk 40                             | 51° 57' 20" NB, 5° 11' 17" OL | 531718 | Meer afbeeldingen                                                                                               |
| Werk aan het Spoel: Twee betonblokken van gietstalen koepelkazematten type G                                                            | Kazemat                      | 1936                                               |                       | Bij Goilberdingerdijk 40                             | 51° 57' 34" NB, 5° 11' 28" OL | 531719 | Upload foto |
| Werk aan het Spoel: Houten loods | Militaire opslagplaats       | 1882                                               |                       | Bij Goilberdingerdijk 40                             | 51° 57' 34" NB, 5° 11' 26" OL | 531721 | Meer afbeeldingen                                                                                               |
| Werk aan het Spoel: Inundatiesluis / keersluis in de Prijssedijk                                                                        | Fort, vesting en -onderdl    | 1877                                               |                       | Prijsseweg                                           | 51° 57' 4" NB, 5° 11' 25" OL  | 531722 | Upload foto |
| Werk aan het Spoel: Betonblok van tankversperring                                                                                       | Versperring                  | 1935-1940                                          |                       | Goilberdingerdijk, ten oosten van Werk aan het Spoel | 51° 57' 32" NB, 5° 11' 38" OL | 531723 | Upload foto |
| Nieuwe Hollandse Waterlinie Cluster 63 Tussenstelling Diefdijk Noord: Groepsschuilplaatsen type P                                       | Bomvrij militair object      | 1939-1940                                          |                       | Diefdijk                                             | 51° 56' 12" NB, 5° 9' 16" OL  | 531728 | Meer afbeeldingen                                                                                               |
| Tussenstelling Diefdijk Noord: Betonblok van gietstalen koepelkazemat type G                                                            | Kazemat                      | 1939-1940                                          |                       | Diefdijk                                             | 51° 56' 5" NB, 5° 9' 9" OL    | 531729 | Meer afbeeldingen                                                                                               |
| Tussenstelling Diefdijk Noord: Mitrailleurkazemt Diefdijk Noord                                                                         | Kazemat                      | 1935                                               |                       | Diefdijk                                             | 51° 56' 31" NB, 5° 9' 32" OL  | 531730 | Meer afbeeldingen                                                                                               |
| Tussenstelling Diefdijk Noord: Kanonkazemat Diefdijk Zuid                                                                               | Kazemat                      | 1935                                               |                       | Diefdijk                                             | 51° 56' 16" NB, 5° 9' 19" OL  | 531731 | Upload foto |
| Nieuwe Hollandse Waterlinie Cluster 64 Tussenstelling Diefdijk Zuid: Groepsschuilplaatsen type P                                        | Bomvrij militair object      | 1939-1940                                          |                       | Diefdijk                                             | 51° 54' 52" NB, 5° 7' 53" OL  | 531738 | Meer afbeeldingen                                                                                               |
| Tussenstelling Diefdijk Zuid: Betonblok van gietstalen koepelkazemat type G                                                             | Kazemat                      | 1939-1940                                          |                       | Diefdijk                                             | 51° 55' 36" NB, 5° 8' 42" OL  | 531739 | Meer afbeeldingen                                                                                               |

Aalten ·
Apeldoorn ·
Arnhem ·
Barneveld ·
Berg en Dal ·
Berkelland ·
Beuningen ·
Bronckhorst ·
Brummen ·
Buren ·
Culemborg ·
Doesburg ·
Doetinchem ·
Druten ·
Duiven ·
Ede ·
Elburg ·
Epe ·
Ermelo ·
Harderwijk ·
Hattem ·
Heerde ·
Heumen ·
Lingewaard ·
Lochem ·
Maasdriel ·
Montferland ·
Neder-Betuwe ·
Nijkerk ·
Nijmegen ·
Nunspeet ·
Oldebroek ·
Oost Gelre ·
Oude IJsselstreek ·
Overbetuwe ·
Putten ·
Renkum ·
Rheden ·
Rozendaal ·
Scherpenzeel ·
Tiel ·
Voorst ·
Wageningen ·
West Betuwe ·
West Maas en Waal ·
Westervoort ·
Wijchen ·
Winterswijk ·
Zaltbommel ·
Zevenaar ·
Zutphen